# Babyle
Pour les articles homonymes, voir Babil.
Babyle, Babil ou Babylas, est un saint chrétien, un des compagnons de saint Sever.

## Présentation
Selon la légende, saint Sever fut envoyé par le pape Sirice pour évangéliser la Novempopulanie (l'actuelle Aquitaine), avec six compagnons : Clair, Justin, Girons, Babyle, Polycarpe et Jean. 
Plus proche compagnon de Clair, Babyle resta avec lui et il connut, sous le nom de Babel ou Bébel, un culte particulier à Lectoure (Gers), où il aurait subi le martyre comme Clair (mais peut-être pas au même moment).